# Ахсен Бёре, Фейзи
Фейзи Ахсен Бёре (тур. Feyzi Ahsen Böre; 25 августа 1917, Царское Село, Петроградская губерния — 20 сентября 1974, Стамбул) — турецкий хоккеист, нападающий; лексикограф.

## Биография
Фейзи Ахсен Бёре родился 25 августа 1917 года в российском городе Царское Село Петроградской губернии (сейчас город Пушкин в составе Санкт-Петербурга).
Летом 1919 года после гражданской войны в Финляндии вместе с семьёй переехал в Хельсинки, однако получить вид на жительство здесь не удалось, и через год они перебрались в Тампере.
В 1928 году вместе с младшим братом Муратом отправился в Стамбул и поступил в Галатасарайский лицей. Однако, не сумев освоить турецкий язык, уже после первого семестра они вернулись в Финляндию и поступили в лицей в Кангасале, а в 1931 году перебрались в лицей Тампере. Здесь учителем гимнастики Фейзи и Мурата был экс-вратарь сборной Финляндии по футболу и основатель клуба «Ильвес» Ниило Таммисало, который привлёк их к занятиям хоккеем с шайбой.
В 1934—1938, 1940—1941 и 1942—1945 годах выступал за «Ильвес» на позиции нападающего, провёл 38 матчей, набрав 6 (5+1) очков. Четыре раза становился чемпионом Финляндии (1936—1938, 1945), в 1935 году стал серебряным призёром. Был первым иностранцем в чемпионате Финляндии.
Женитьба Фейзи на финке в 1942 года вызвала негативную реакцию отца, который оставил его без наследства.
В 1949 году переехал в Турцию, где жил до конца жизни. Работал в Стамбуле продавцом книг.
В 1972 году опубликовал первый турецко-финский словарь.
Умер 20 сентября 1974 года в Стамбуле.

## Семья
Отец — Зинэтула Имадютдин оглу Ахсен Бёре (20 марта 1886 — 9 ноября 1945), татарский предприниматель. Жил в Терийоки (сейчас Зеленогорск в составе Санкт-Петербурга).
Мать — Сафие Ахсен Бёре (3 июня 1899 — 3 октября 1973), уроженка Царского Села.
Младший брат — Мурат Ахсен Бёре (1919—?), финский хоккеист. Играл за «Ильвес» и ХИК.
Младший брат — Зейд Ахсен Бёре (1920—?), финский хоккеист. Играл за ТБК.
Младший брат — Васиф Ахсен Бёре (1924—?), финский хоккеист. Играл за ТБК.
В 1942 году женился на финке.
Сын — Фикрет Ахсен-Бёре, турецкий баскетболист.